# El Aurero
El Aurero är en ort i Mexiko.   Den ligger i kommunen Jesús María och delstaten Aguascalientes, i den centrala delen av landet, 400 km nordväst om huvudstaden Mexico City. El Aurero ligger 1 879 meter över havet och antalet invånare är 381.
Terrängen runt El Aurero är platt österut, men västerut är den kuperad. Runt El Aurero är det tätbefolkat, med 459 invånare per kvadratkilometer. Närmaste större samhälle är Aguascalientes, 15,1 km söder om El Aurero. Trakten runt El Aurero består till största delen av jordbruksmark.